# 馬丁·內斯比特 (政治家)

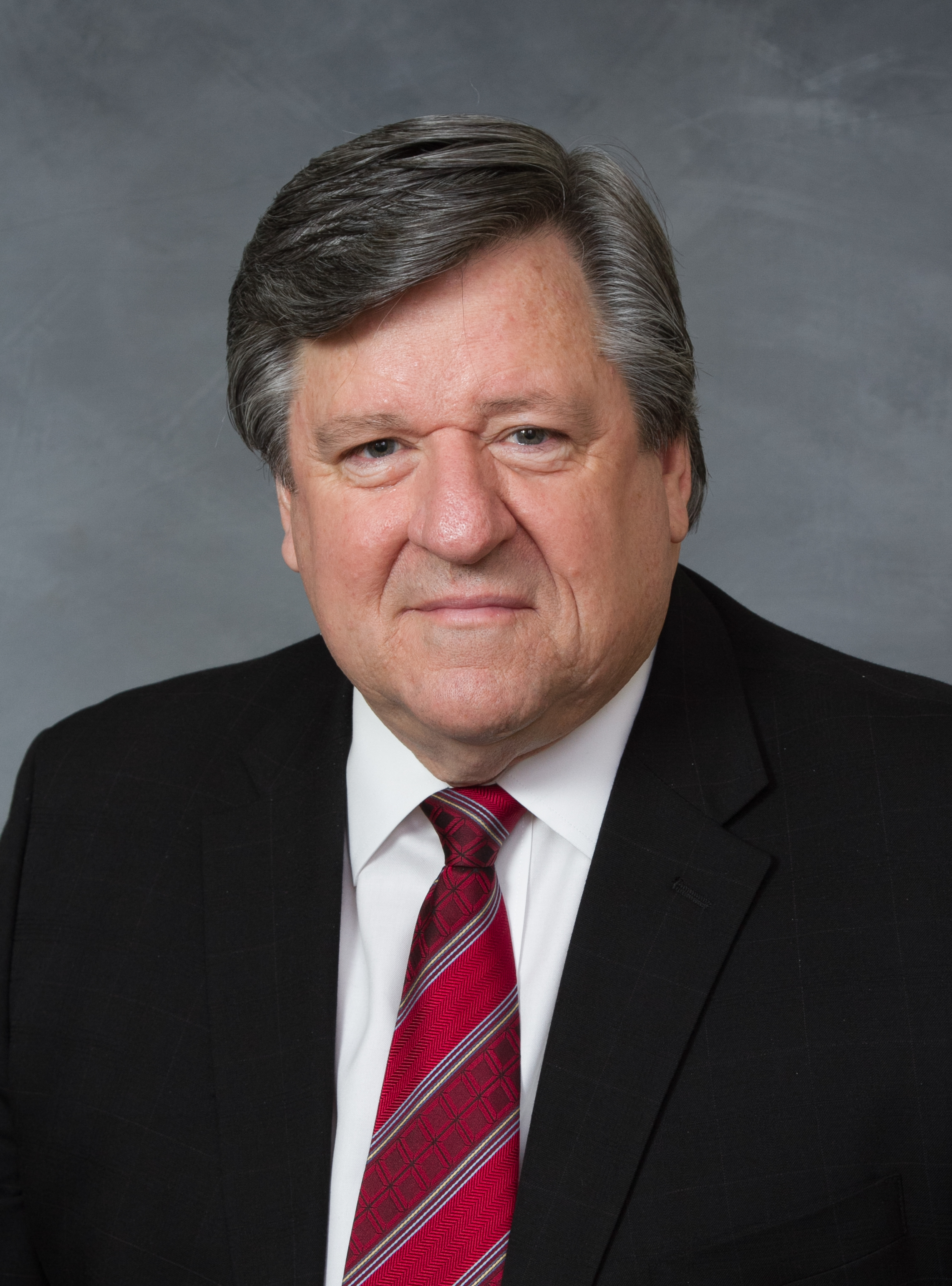
2013年的馬丁·內斯比特

馬丁·內斯比特（英語：Martin Luther Nesbitt, Jr.，1946年9月25日—2014年3月6日），是一位美国民主党的成员，并担任北卡羅來納州參議院參議員。他出生于北卡罗来纳州阿什维尔。
2014年3月6日，他因胃癌死于家中，享年67岁。